# Uścieniec-Kolonia
Uścieniec-Kolonia – wieś sołecka w Polsce położona w województwie mazowieckim, w powiecie garwolińskim, w gminie Wilga.
| SIMC    | Nazwa     | Rodzaj    |
| ------- | --------- | --------- |
| 0694238 | Kaźmierów | część wsi |
| 0694244 | Olszynki  | część wsi |

Miejscowość jest siedzibą sołectwa.
W latach 1975–1998 miejscowość administracyjnie należała do województwa siedleckiego.